# Георгије Палеолог (велики етериарх)
Георгије Палеолог Дука Комнин (Грчки: Γεώργιος Παλαιολόγος Δούκας Κομνηνός; од око 1125 –1167/68. године), је био високи византијски аристократа и дипломата из XIII века. Рођак царева владајуће династије Комнина, Георгије Палеолог имао је титулу севаста и обављао је дужност великог етериарха. Његов син Алексије је накратко означен као наследник цара Алексија III Анђела, а праунук Михаило VIII Палеолог основао је династију византијских царева Палеолога.
Водио је низ дипломатских мисија за цара Манојла I Комнина како у царству тако и у иностранству. Добро су посведочене само његове мисије у Јерусалиму и Угарској у склопу царевих преговора за склапање династичких савеза са страним владарима. Осим по дипломатској делатности, Георгије Палеолог је познат по цркви и манастиру које је основао, а који су били богато украшени.

## Живот

### Порекло
Георгије Палеолог је био племићког порекла. Његов отац је био Алексије Палеолог, трећи син Георгија Палеолога, који је био генерал цара Алексија I Комнина (1081-1118), и Ане Дукине, сестре царице Ирине Дука. Његова мајка, вероватно и по имену Ана, била је унука Адријана Комнина, који је био млађи брат цара Алексија I, и „порфиророђене“ принцезе Зоје Дукине, треће ћерке цара Константина X Дуке (1059-1067), од њиховог сина Алексија Дуке Комнина  Као резултат тога, Георгије Палеолог је често користио царска презимена Дука и Комнин, укључујући и на сопственом печату, и често је називан „Комнинодука“ у поезији компонованој у његову част.
Тачан датум његовог рођења није познат. Научник Одисеј Лампсидис проценио је његову старост у време његове смрти на 40–45 година. Ово би његово рођење сместило у године око 1125/1126.

### Дипломатска каријера
Георгије Палеолог је именован за севаста – почасна титула резервисана за највише чланове царског двора – и заузимао је положај великог етериарха. Не зна се када је добио ове титуле, али је вероватно те титуле добио у првим годинама владавине цара Манојла I Комнина (1143 – 1180).
Иако је служба великог етеријарха била војног порекла, Георгије Палеолог је познат само по својој дипломатској каријери. Године 1162. предводио је дипломатску мисију у Угарској да би договорио удају кћерке и наследнице цара Манојла I, Марије, за угарског принца Белу који га је и отпратио назад у Византију. Водио је сличну мисију у Јерусалимско краљевство 1167. године, пратећи братаницу цара Манојла I Марију Комнину да се уда за краља Амалрика I од Јерусалима.
Његов секретар Лав Мегист написао је најмање три монодије у његову част, наглашавајући његове квалитете и његова путовања као дипломате; по Лаву, она су обухватале не само Угарску и Јерусалим, већ и Србију, Италију, „земље дунавске“ и Немачку, као и „земље Турака“. Могуће је и да је био послат на мисије унутар Византијског царства, у Грчку и посебно на Пелопонез.

### Друге дужности
За Георгија Палеолога је посведочено да је био један од присутних на сабору у Влахерни у марту 1166. године. Био је и покровитељ уметности. Цркви у Троади поклонио је икону светог Архангела Михаила на коме су он и његов син Алексије са светитељем. Основао је и манастир посвећен Пресветој Богородици, познат по својој раскошној декорацији: у њему су били и портрети царева са којима је био у сродству, као и серија слика које прослављају војне победе цара Манојла I над Мађарима, његова службена штампа.

### Смрт
Георгије Палеолог је умро негде између 1167. и 1170. године, када је његов наследник Јован Дука посведочен као велики етериарх. Писмо архиепископа и научника Евстатија Солунског Јовану Дуки, које помиње Јована Дуку као великог етериарха, може се датирати већ у 1168. годину. То би сугерисало да је Георгије Палеолог умро крајем 1167. или 1168. године. Према Лаву Мегисту, Георгије Палеолог се разболео у Адријанопољу док се враћао из дипломатске мисије у Мађарској. Мисија се не помиње у другим изворима, али се вероватно догодила након византијског заузимања Сирмијума током инвазије цара Манојла I на Угарску 1167. године.

## Породица
Георгије Палеолог надживели су његова супруга су неколико њихове деце, као и нека његова браћа и сестре, од којих је познат само један - севаст Константин (1157 – 1166). Идентитет жене Георгија Палеолога није познат, али су се вероватно венчали око 1145. године. Пар је имао најмање троје деце, од којих су поменута два сина и једна ћерка. Само један од његових синова, Алексије, познат је по имену – он је на крају постао деспот и наследник цара Алексија III Анђела (1195 – 1203) пре него што је умро почетком 1203. Алексијева ћерка Теодора се удала за великог доместика (главног заповедника) Андроника Палеолога. Имали су много деце, од којих је најпознатији Михаило VIII Палеолог који је постао цар Никеје 1259. године и обновио је Византијско царство 1261. године, оснивајући династију Палеолога. Грчки научник Константинос Варзос сугерише да је Георгијев други син можда био протосевастоипертат Андроник Палеолог Дука Комнин, рођак цара Исака II Анђела.